# Arūnas Matelis

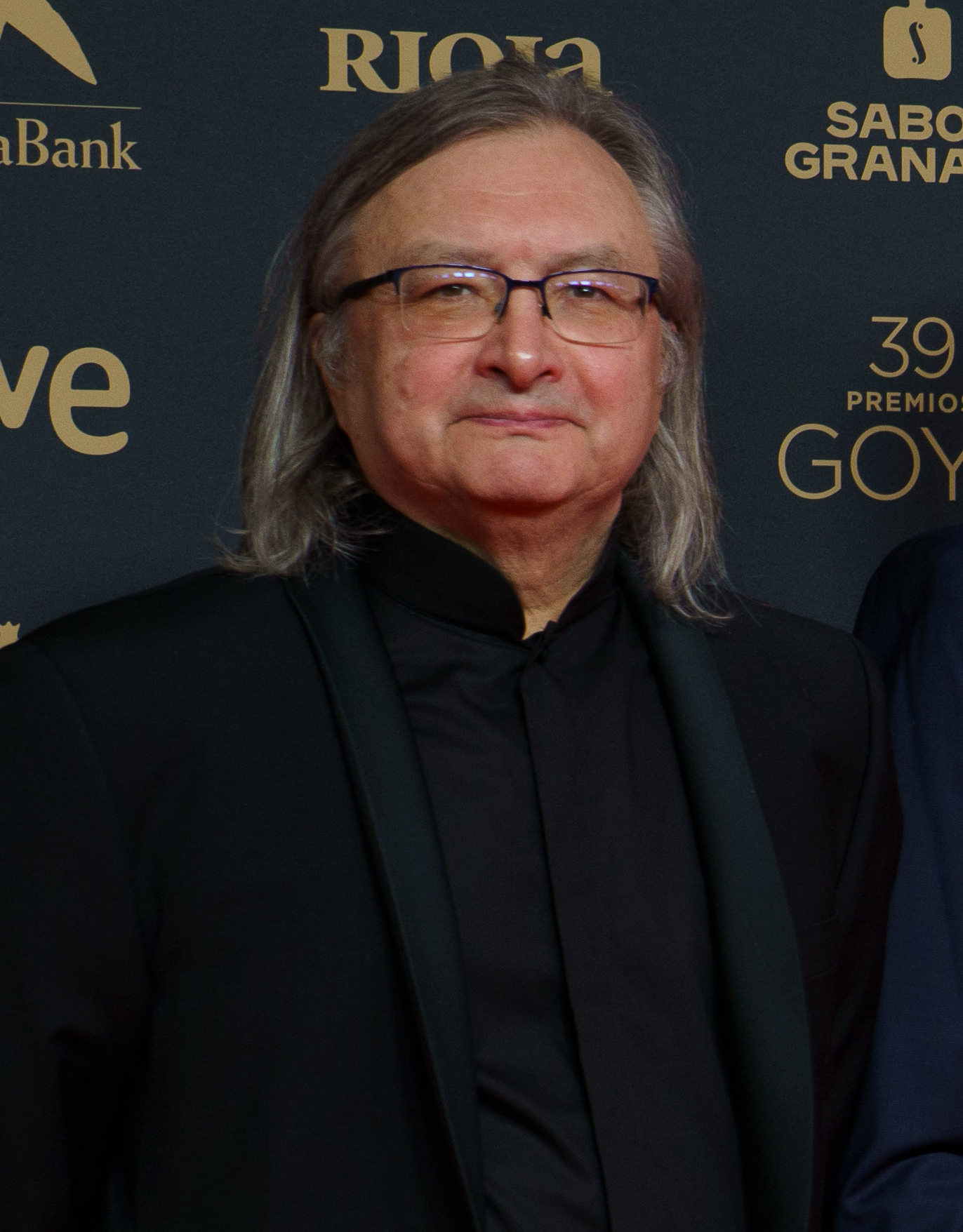
Arūnas Matelis (2025)

Arūnas Matelis (* 9. April 1961 in Kaunas, Litauische SSR) ist ein litauischer Filmregisseur und Filmproduzent.

## Leben
Von 1979 bis 1983 studierte Matelis Mathematik an der Universität Vilnius. Anschließend ging er an die Litauische Akademie für Musik und Theater, die er 1989 abschloss. 1992 etablierte Matelis mit seiner Firma Nominum eine der ersten unabhängigen Filmproduktionsgesellschaften Litauens. Mit dieser hat er bislang etwa zwanzig Filme produziert.
Ab Ende der 1980er Jahre veröffentlichte er erste 35-mm-Kurzfilme, darunter der zehnminütige Dešimt minučių prieš Ikaro skrydį (übersetzt „Zehn Minuten vor Ikarus Flug“). Dieser Kurzfilm war der erste Film, der in Užupis gedreht wurde. Es folgten weitere dokumentarische Kurzfilme unter seiner Regie.
Gemeinsam mit seinem Freund Audrius Stonys, ebenfalls Filmemacher, drehte Matelis für die Expo 2000 den Film Skrydis per Lietuvą arba 510 sekundžių tylos (übersetzt „Flug über Litauen oder 510 Sekunden der Stille“), in dem acht Minuten lang die Landschaft und Kultur Litauens vorgestellt werden.
Internationale Aufmerksamkeit erhielt sein mit einer Länge von 52 Minuten bisher längster Dokumentarfilm, Vor dem Flug zur Erde. In diesem Film verarbeitete er den achtmonatigen Krankenhaus-Aufenthalt seiner Tochter wegen ihrer Leukämie-Erkrankung. Konkret schildert er darin den Alltag der Patienten auf einer Kinderkrebsstation. Vor dem Flug zur Erde war Litauens Einsendung auf eine Nominierung in der Kategorie „Bester fremdsprachiger Film“ bei der Oscarverleihung 2007 (wurde aber nicht nominiert) und wurde 2005 für den Europäischen Filmpreis in der Kategorie „Bester Dokumentarfilm“ nominiert.

## Filmografie (Auswahl)
- 1990: Dešimt minučių prieš Ikaro skrydį
- 1993: Autoportretas
- 1996: Iš dar nebaigtų Jeruzalės pasakų
- 1998: Pirmasis atsisveikinimas su Rojumi
- 1999: Priverstinės emigracijos dienoraštis
- 2000: Skrydis per Lietuvą arba 510 sekundžių tylos
- 2003: Sekmadienis. Evangelija pagal liftininką Albertą
- 2005: Vor dem Flug zur Erde (Prieš parskrendant į Žemę)